# ناس وناس (مسلسل مصري)
ناس وناس هو مسلسل مصري كوميدي من فكرة أحمد رجب وإخراج رائد لبيب وبطولة نخبة كبيرة من الممثلين ومنهم وحيد سيف وأحمد راتب ومحمد هنيدي. ويتناول المسلسل مشكلات المجتمع المصري بشكل ساخر من خلال حلقات منفصلة متصلة.

## شخصيات المسلسل
- أحمد عيد..بدور بطل المسلسل
- وحيد سيف.. بدور كمبورة بك
- فاروق فلوكس.. بدور زيزو
- أحمد راتب.. بدور الكحيت
- سناء يونس.. بدور "زوجة الكحيت"
- نجاح الموجي.. بدور جعورة
- عائشة الكيلاني.. بدور زوجة جعورة
- محمد هنيدي.. بدور هنداوي
- حسن حسني.. بدور عبدة مشتاق
- هالة فاخر.. بدور زوجة عبده مشتاق
- فاتن الدالي..بدور زوجة زيزو
- يوسف داود.. بدور الكوماندا
- إيناس مكي.. بدور المذيعة
- حسن كامي.. بدور عزيز بك الأليت
- حجاج عبد العظيم.. بدور شاكر أفندي
- حسين الشربيني.. بدور معترض أفندي

## فريق العمل
- إخراج: رائد لبيب
- فكرة: أحمد رجب
- سيناريو وحوار: عاطف بشاي
- موسيقي المقدمة: حميد الشاعري
- موسيقي النهاية: أحمد رمضان
- مخرج مساعد: عاطف شعلان
- مدير التصوير: محمود نصر، محمود كامل، فتحي فؤاد
- مدير الإضاءة: محمود نصر
- مونتاج إلكتروني: أحمد عبد الرازق
- تم التصوير: عرين فيلم
- تم المونتاج: استوديوهات أمريكانا